# 傑里·莫蘭
杰拉爾德·W·｢傑里｣·莫蘭（1954年5月29日—）是一位共和黨籍的美国政治人物，2011年起擔任堪薩斯州的聯邦參議員。此前他曾是堪薩斯州第一國會選區的聯邦眾議員。

## 外部連結
- 傑里·莫蘭 （页面存档备份，存于）參議院官方網站
- 傑里·莫蘭參議員競選網站 （页面存档备份，存于）
- C-SPAN內的頁面（英文）
- 中的“傑里·莫蘭”
- Background and collected news at The Washington Post
- 美國國會國家人物傳記大辭典中的傳記
- 由華盛頓郵報維護的投票記錄
- 智慧投票计划中的傳記、投票紀錄及利益集團評級
- Congressional profile at GovTrack
- Congressional profile at OpenCongress
- Issue positions and quotes at On the Issues
- Financial information at OpenSecrets.org
- Staff salaries, trips and personal finance at LegiStorm.com
- 聯邦選舉委員會中的競選財務報告和數據
- Appearances on C-SPAN programs
- 網路電影資料庫上的亮相頁面
- Works by or about 傑里·莫蘭 in libraries (WorldCat catalog)
- Profile at Ballotpedia

| 美国众议院             | 美国众议院                                                        | 美国众议院             |
| ---------------------- | ----------------------------------------------------------------- | ---------------------- |
| 前任者： 派特·羅伯茲   | 堪薩斯州第一國會選區 眾議院議員 1997年－2011年                    | 繼任者： 蒂姆·荷斯卡普 |
| 政党职务               |                                                                   |                        |
| 前任者： 薩姆·布朗巴克 | 美國參議員堪薩斯州共和黨被提名人 （第3類） 2010年、2016年、2022年 | 最新的                 |
| 前任者： 約翰·康寧     | 共和黨參議院全國委員會主席 2013年－2015年                         | 繼任者： 羅傑·威克     |
| 美国参议院             |                                                                   |                        |
| 前任者： 薩姆·布朗巴克 | 堪薩斯州第3類參議員 2011年－ 與派特·羅伯茲、羅傑·馬紹爾同時在任   | 現任                   |
| 前任者： 強尼·艾薩克森 | 参议院退伍军人事务委员会主席 2019–2021                            | 繼任者： 喬恩·泰斯塔   |
| 前任者： 喬恩·泰斯塔   | 参议院退伍军人事务委员会資深議員 2021—至今                        | 現任                   |
| 美國排位名單           |                                                                   |                        |
| 前任者： 克里斯·康斯   | 美國參議員資歷 第35位                                             | 繼任者： 约翰·博兹曼   |